# Constitución de Neiva
La Constitución Política del Estado Libre de Neiva de 1814 fue la Carta Política Nacional que rigió la vida constitucional del Estado Libre de Neiva desde 1814 hasta la Reconquista española cuando fue derogada.

## Antecedentes
Entre 1807 y 1808 las tropas francesas al mando de Napoléon Bonaparte invadieron a España y este nombró rey a su propio hermano José Bonaparte como regente de dicho reino. Es así como España vivió su propia guerra de independencia contra Francia entre 1808 y 1814, momento que aprovecharon sus colonias para reclamar su derecho a ejercer un autogobierno.
El 8 de febrero de 1814 se proclamó la independencia de la provincia de Neiva. Los representantes de Neiva, La Plata, Timaná y Purificación se reunieron en convención con el fin de redactar la  Constitución del Estado Libre de Neiva, que fue expedida el 23 de septiembre de 1814 y revisada el 31 de agosto de 1815.
En tanto, el nuevo gobernador y capitán general del Virreinato de Nueva Granada, Francisco Montalvo Ambulodi se posesionó de su cargo el 30 de mayo de 1813, siendo ascendido a virrey el 28 de abril de 1816. El coronel Ruperto Delgado, enviado por Pablo Morillo y quien llegó en 1816 a Neiva y poblados aledaños, fue el encargado de pacificar y reconquistar la región, siendo víctimas de este los hombres y mujeres próceres de la independencia neivana.

## Principios fundamentales
- El Estado de Neiva declara y refrenda su independencia del Gobierno Español y de cualquiera otra dominación, y en su virtud ratifica la sanción que el Gobierno debe ser a voluntad de los Pueblos. Pero el Estado de Neiva será gobernado bajo la forma de una República Representativa.
- Habiendo consentido esta provincia unirse en un cuerpo federativo con las demás de la Nueva Granada que ya han adoptado o que en adelante adoptaren el mismo sistema, ha cedido y remitido a la totalidad de su Gobierno General los derechos y facultades propios y privativos de un solo Cuerpo de Nación, conforme al Acta federal, consintiendo además, por ahora, queden reconcentrados en el Soberano Congreso los dos ramos de Guerra y Hacienda junto con las demás facultades que las Provincias unidas le han delegado y se hallan contenidas en el plan de reforma de veintitrés de septiembre de mil ochocientos catorce, y posteriores decretos de 1.º y 19 de abril del corriente año.
- Se promulga el derecho de manifestar su modo de pensar y opiniones, sea por medio de la prensa o de cualquiera otro modo, y el de juntarse pacíficamente no pueden ser prohibidos.
- Se promulga que la igualdad consiste en que siendo la ley una misma para todos los hombres, todos son iguales delante de ella, la cual premiando o castigando atiende solo a la virtud o al delito, y jamás a la clase o condición del virtuoso o delincuente.
- Todas las elecciones deben ser libres, y cada ciudadano tiene un derecho igual de concurrir mediata o inmediatamente a la formación de las leyes y al nombramiento de los representantes y funcionarios públicos.
- Todos los Reyes son iguales a los demás hombres y han sido puestos sobre el Trono por la voluntad de los Pueblos para que los mantengan en paz, les administren justicia y los hagan felices. Por tanto, siempre que no cumplan este sagrado pacto, que su reinado sea incompatible con la felicidad de los Pueblos o que así lo quiera la voluntad general, estos tienen derecho para elegir otro o para mudar absolutamente la forma de su gobierno extinguiendo la Monarquía.
- La separación de los tres Poderes Legislativo, Ejecutivo y Judicial constituye esencialmente la libertad, y de su reunión en un solo Cuerpo resulta la tiranía. Por tanto el Pueblo tiene derecho a que el cuerpo Legislativo jamás ejerza las funciones del Ejecutivo o judicial, ni alguna de ellas; a que el Ejecutivo no ejercite las facultades legislativas o judiciales ni alguna de ellas: en fin, a que el judicial tampoco tenga el Poder Ejecutivo o Legislativo, para que manden las leyes y no los hombres.
- Reconoce este Estado y profesa la Religión Católica, Apostólica, Romana, la única verdadera, y la Religión del Estado; ella subsistirá siempre a sus expensas conforme a las leyes establecidas en la materia. No se permitirá otro culto público ni privado.
- El ejercicio del Poder Ejecutivo en este Estado lo tendrá el Gobernador de él, el Poder Legislativo reside en el Colegio Electoral de la provincia y el Poder Judicial se compondrá de tres miembros electos por el mismo Colegio de dentro o fuera de su Cuerpo
- Se promulga el sufragio censitario bajo las siguientes condiciones: las cualidades necesarias para tener en ejercicio este derecho son la de hombre libre, vecino, Padre o cabeza de familia, o que tenga casa poblada y viva de sus rentas o trabajo sin dependencia de otro, y serán excluidos los esclavos, los vagos, los que tengan causa criminal pendiente o que hayan incurrido en pena, delito o caso de infamia, los que en su razón padecen defecto contrario al discernimiento, y finalmente aquellos de quienes conste haber vendido o comprado votos en las presentes y pasadas elecciones y los fallidos.
- El acto de revisar la Constitución corresponde al Colegio Electoral viniendo autorizado para este efecto. La revisión nunca tendrá lugar respecto de su base y aun respecto de los ramos secundarios no podrá hacerse de una vez en su totalidad, sino por partes y en diversos tiempos.